# 電波高度計

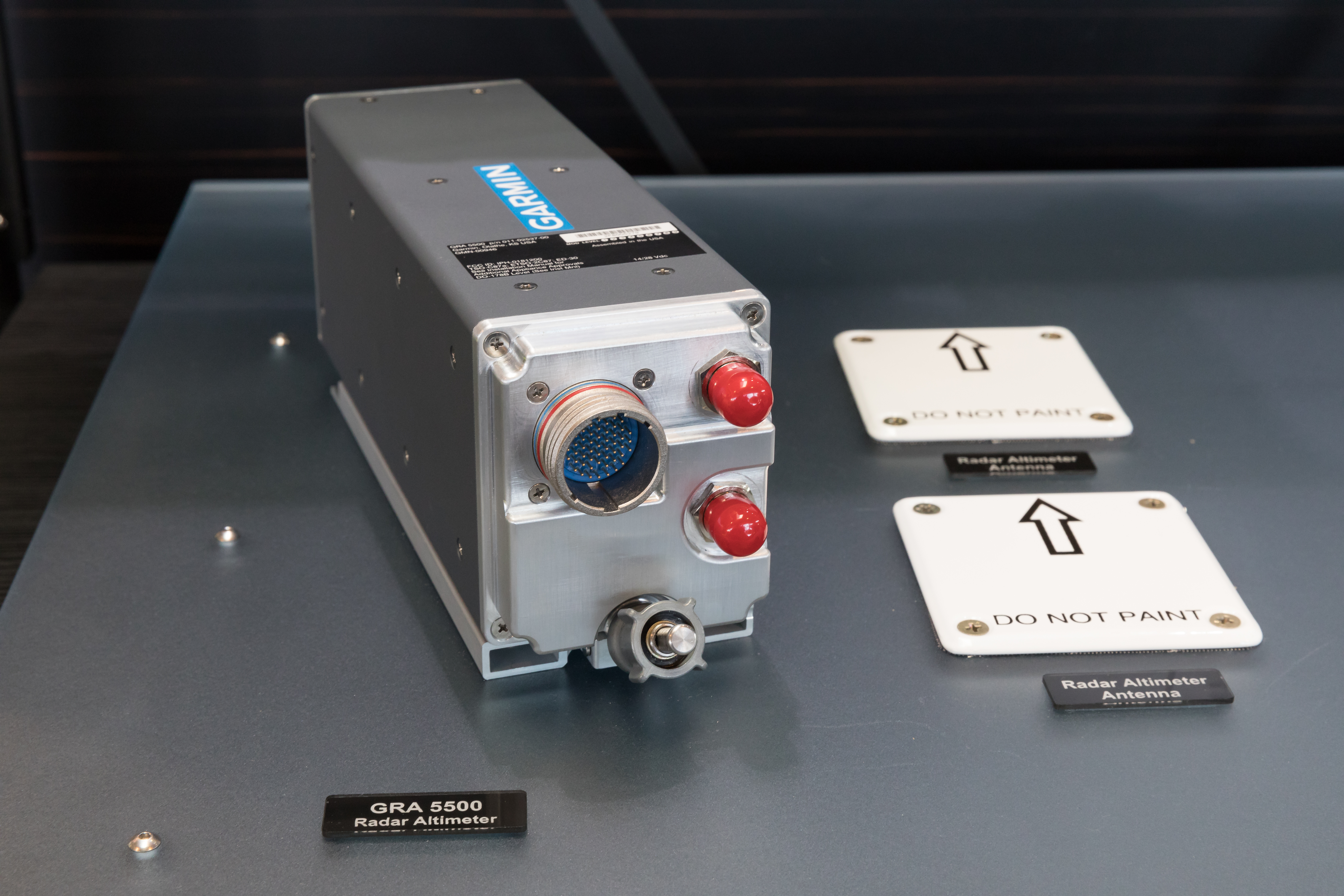
2018年現在のレーダー高度計装備。

電波高度計（でんぱこうどけい radar altimeter）は電波を用いた高度計。航空機もしくは宇宙船より地上へ電波を発し、自機の対地高度を測定する。レーダーの一種。

## 概要
気圧高度計と異なり、高度の直接測定を行う。自機から鉛直下方に電波を発射し、その地上からの反射波を測定する。電波発射から反射波到達の時間より、自機と地上間の距離、すなわち絶対飛行高度が判明する。方式にはパルス式とFM連続波方式があるが、簡易で十分な精度が得られるFM連続波方式が主流である。周波数は4.2-4.4GHz帯が用いられる。
電波高度計は1924年にアメリカ合衆国で発明された。民間機にも多用されており、夜間や悪天候の離着陸時の安全性が向上した。離着陸時のみの使用がほとんどのため、通常の民間機の電波高度計は最大2,500ft(760m)までに測定能力を限ることで空中線電力を必要最低限とし他に搭載する電子機器への悪影響を軽減している。また、巡航時の飛行高度指定（フライト・レベル）においては気圧高度計によるものを用いる。
軍用機においても用いられているが、超低空飛行の実施のため、電波高度計のみならず地形追従レーダーを用いている場合もある。また巡航ミサイルやシースキマー型の対艦ミサイルでも搭載しているものがある。
対地接近警報装置などのアビオニクスと統合されており、コックピットでは計器表示とは別に、一定の数値になるとパイロットに高度読み上げ(Altitude Callouts)で知らせる機能がある。